# Tropilium kation
A tropilium kation aromás ion, képlete C7H7+. Nevét a tropinról kapta. Stabil sói is ismertek, például a tropilium-tetrafluorborát. Elő lehet állítani cikloheptatriénből bróm vagy foszfor-pentaklorid felhasználásával.
Sík alkatú, hétszögű gyűrűs ion. Gyűrűjében 6π elektron van delokalizálódva, így megfelel az aromásság Hückel-szabályának (4n+2 π elektron, ahol n=1). Ligandumként fématomokhoz koordinálódhat.
|                   |                      |               |
| szerkezeti képlet | golyós pálcikamodell | kalottamodell |

A pozitív töltés egyenletesen oszlik meg a hét szénatom között.
Először 1891-ben állította elő G. Merling. Szerkezetét von Eggers Doering Knox fedezte fel 1954-ben.

## Fordítás
Ez a szócikk részben vagy egészben  a   Tropylium cation című angol Wikipédia-szócikk fordításán alapul.  Az eredeti cikk szerkesztőit annak laptörténete sorolja fel. Ez a jelzés csupán a megfogalmazás eredetét és a szerzői jogokat jelzi, nem szolgál a cikkben szereplő információk forrásmegjelöléseként.